# Bartłomiej Nizioł
Bartłomiej Nizioł (Szczecin, 1 februari 1974) is een Pools violist.

## Biografie

### Onderwijs
Nizioł begon op 5-jarige leeftijd met vioolles. Zijn eerste leraar was Stanisław Ślusarek; bij hem volgde Nizioł lessen van 1979 tot 1984. Op de website van die school staat: Zeer actief en muzikaal! En vanaf het begin van zijn studie vonden we hem ijverig en geduldig. Na deze school volgde Nizioł lessen in de klas van Stanisław Hajzer (1984-1987).
Nizioł ging vervolgens, op zijn twaalfde, naar de muziekschool voor hoogbegaafde kinderen in Poznań. Hij volgde er les bij Jadwiga Kaliszewska. Enkele jaren later studeerde hij af aan de Academie voor Muziek in Poznań. Daarna studeerde hij nog verder in Lausanne bij Pierre Amoyal.

### Wedstrijden
Nizioł nam deel aan verschillende wedstrijden, waar hij vrij vaak succesvol eindigde.
- Tweede plaats in de Yehudi Menuhin Internationale Competitie voor Jonge Violisten in Folkestone (1987)
- Eerste prijs op het Internationale Concours voor jonge violisten ter ere van Karol Lipiński en Henryk Wieniawski in Lublin (1988)
- Derde Prijs op de Yehudi Menuhin Internationale Competitie voor Jonge Violisten in Folkestone (1989)
- Eerste prijs en eervolle vermelding in de Polishwide Zdzisław Jahnke Concurrentie voor Violisten in Poznań (1989)
- Tweede prijs bij de Polishwide Tadeusz Wronski Solo Violin Competition in Warschau (1990)
- Vierde prijs op de Carl Flesch International Violin Competition in Londen (1990)
- Eerste prijs op het Adelaide International Competition in Adelaide (1991)
- Derde Prijs op de Hannover International Violin Competition in Hannover (1991)
- Eerste prijs op het Henryk Wieniawski Violin Competition in Poznań (1991)
- Eerste prijs op de Pretoria International Competition in Pretoria (1991)
- Eerste Prijs op het Eurovision Young Musicians in Brussel (1992)
- Eerste prijs op het Jacques Thibaud Concours in Parijs (1993)

Na het winnen van het J. Thibaud Competition tekende Nizioł een overeenkomst met de Alliance française, waarin was vastgelegd dat hij tot meer dan honderd concerten over de hele wereld mocht spelen, waaronder elf landen in Azië en vele landen in Zuid-Amerika. Hij trad op in steden als Tokio, Mexico-Stad, Caracas, São Paulo, Bogota, Rio de Janeiro, kleine steden in Afrika en daarnaast nog vele andere.

### Loopbaanontwikkeling
Nizioł heeft als solist met veel orkesten opgetreden, waaronder het Tonhalle Orchester Zürich, het Orchestre Philharmonique de Radio France, het Orchestre de la Suisse Romande, het English Chamber Orchestra, het London Symphony Orchestra, het New Japan Philharmonic en het Edmonton Symphony Orchestra.
Daardoor werkte hij samen met de dirigenten Yehudi Menuhin, Jan Krenz, Marek Janowski, David Zinman, Heinrich Schiff, Grzegorz Nowak, Jacek Kaspszyk, Wojciech Michniewski, Andrej Borejko, Yoav Talmi en Philippe Entremont.

### Muzikale activiteiten
Van 1997 tot 2003 was Nizioł concertmeester van het Tonhalle Orchester Zürich.
Nizioł is tevens oprichter van het Nizioł Kwartet. Zij debuteerden op 5 oktober 2000 in de Tonhalle Zürich. De leden van het kwartet zijn afkomstig uit Polen, de VS, Zwitserland en Rusland.
In 2007 werd het Stradivari Quartet opgericht in Zürich. Nizioł speelt er de eerste viool. Een kwartet met vier Stradivariusinstrumenten is hoogst zeldzaam.

### Repertoire
Niziołs repertoire omvat enkele tientallen vioolconcerten, variërend van Bach en Vivaldi tot Penderecki.

### Onderwijsactiviteiten
In oktober 2006 was Nizioł lid van de jury van de 13e Henryk Wieniawski Violin Competition. Hij was ook het jongste jurylid in de geschiedenis van deze wedstrijd.
Sinds 2008 geeft Nizioł les aan de Musikhochschule in Bern.

### Instrumenten
In het begin van zijn carrière speelde Nizioł op een eigentijdse viool. Bij het opnemen van zijn debuutsolo-cd speelde hij op een Giovanni Paolo Maggini-viool. Van 1997 tot 2003 speelde Nizioł op de Stradivarius Wieniawski uit 1719.
- Bibliothèque nationale de France: cb13969237f (data)
- Gemeinsame Normdatei: 131516973
- International Standard Name Identifier: 0000 0001 0990 7790
- Library of Congress Control Number: no2003111443
- MusicBrainz: 5215348d-b18a-427d-afc1-cb892180820d
- Système universitaire de documentation: 15100188X
- Virtual International Authority File: 77449078
- WorldCat: E39PBJyMmxMM97RYvqpcwFWYyd